# Primera Liga de Croacia 1996-97
La Prva HNL 1996-97 fue la sexta temporada de la Primera División de Croacia. El campeón fue el club Croacia Zagreb que consiguió su tercer título.
Los dieciséis clubes en competencia se agrupan en un único grupo en que se enfrentan dos veces a sus oponentes en dos ruedas (ida y vuelta), con un total de 30 partidos jugados por club. Descienden directamente los últimos tres clubes en la clasificación, mientras los clubes clasificados entre el undécimo al decimotercer lugar jugaran dos series de playoff con los tres primeros de la segunda serie para ascender y/o mantenerse en la 1.HNL.
De la segunda categoría la Druga HNL ascienden dos clubes de manera de reducir el número de clubes de 16 a 14 para la próxima temporada.

## Tabla de posiciones
|  |     | Equipo                | PJ | PG | PE | PP | GF | GC | DG  | PTS |
|  | --- | --------------------- | -- | -- | -- | -- | -- | -- | --- | --- |
|  | 1.  | Croacia Zagreb        | 30 | 26 | 3  | 1  | 90 | 23 | +67 | 81  |
|  | 2.  | Hajduk Split          | 30 | 18 | 6  | 6  | 53 | 22 | +31 | 60  |
|  | 3.  | Hrvatski Dragovoljac  | 30 | 13 | 10 | 7  | 51 | 37 | +14 | 49  |
|  | 4.  | NK Rijeka             | 30 | 13 | 7  | 10 | 44 | 32 | +12 | 46  |
|  | 5.  | NK Zagreb             | 30 | 13 | 6  | 11 | 43 | 39 | +4  | 45  |
|  | 6.  | Varteks Varaždin      | 30 | 12 | 6  | 12 | 34 | 35 | -1  | 42  |
|  | 7.  | HNK Šibenik           | 30 | 11 | 8  | 11 | 35 | 30 | +5  | 41  |
|  | 8.  | NK Osijek             | 30 | 12 | 5  | 13 | 40 | 38 | +2  | 41  |
|  | 9.  | NK Mladost 127        | 30 | 10 | 10 | 10 | 37 | 36 | +1  | 40  |
|  | 10. | NK Zadarkomerc (A)    | 30 | 11 | 7  | 12 | 39 | 45 | -6  | 40  |
|  | 11. | HNK Segesta Sisak     | 30 | 9  | 12 | 9  | 35 | 34 | +1  | 39  |
|  | 12. | Marsonia Slavonski B. | 30 | 11 | 5  | 14 | 38 | 50 | -12 | 38  |
|  | 13. | HNK Cibalia Vinkovci  | 30 | 11 | 0  | 19 | 35 | 56 | -21 | 33  |
|  | 14. | NK Orijent Rijeka (A) | 30 | 5  | 11 | 14 | 28 | 53 | -25 | 26  |
|  | 15. | NK Istra Pula         | 30 | 6  | 7  | 17 | 25 | 54 | -29 | 25  |
|  | 16. | Inter Zaprešic        | 30 | 6  | 3  | 21 | 22 | 65 | -43 | 21  |

- (A) : Ascendido la temporada anterior.

|  | Campeón y clasificado a la Liga de Campeones de la UEFA 1997-98. |
|  | Clasificado a la Copa de la UEFA 1997-98.                        |
|  | Playoffs de descenso.                                            |
|  | Descendido a la Druga HNL 1997-98.                               |

### Playoffs de Ascenso-Descenso
Los vencedores de cada grupo ascienden a la 1. HNL, mientras los otros cuatro clubes se mantienen en 2. HNL.
|    | Clasificación Grupo A      | Pt | G | V | N | P | GF | GS |
| -- | -------------------------- | -- | - | - | - | - | -- | -- |
| 1. | NK Samobor                 | 6  | 2 | 2 | 0 | 0 | 4  | 2  |
| 2. | NK Marsonia Slavonski Brod | 3  | 2 | 1 | 0 | 1 | 5  | 2  |
| 3. | HNK Dubrovnik              | 0  | 2 | 0 | 0 | 2 | 1  | 6  |

|    | Clasificación Grupo B       | Pt | G | V | N | P | GF | GS |
| -- | --------------------------- | -- | - | - | - | - | -- | -- |
| 1. | NK Slaven Belupo Koprivnica | 4  | 2 | 1 | 1 | 0 | 2  | 0  |
| 2. | HNK Segesta Sisak           | 2  | 2 | 0 | 2 | 0 | 0  | 0  |
| 3. | HNK Cibalia Vinkovci        | 1  | 2 | 0 | 1 | 1 | 0  | 2  |

- NK Samobor y NK Slaven Belupo Koprivnica ascienden a 1. HNL, HNK Segesta Sisak, NK Marsonia Slavonski Brod y Cibalia Vinkovci descienden a la 2. HNL.

## Máximos Goleadores
| Jugador         | Club           | Goles |
| --------------- | -------------- | ----- |
| Igor Cvitanović | Croacia Zagreb | 20    |